# Itcha Ilgachuz Provincial Park
Der Itcha Ilgachuz Provincial Park (auch Itcha Ilgachuz Park) ist ein etwa 109.063 Hektar (ha) großer Provincial Park im westlichen Zentrum der kanadischen Provinz British Columbia, nordwestlich der Gemeinde Anahim Lake im Nordwesten des British Columbia Interiors.
Bei dem Park handelt es sich um einen sogenannten backcountry park. Diese Parks haben üblicherweise keine direkte Anbindung an eine offizielle Straße und sind nur über Schotterpisten oder Holzfällerstraßen zu erreichen.

## Anlage
Der Park liegt etwa 30 Kilometer nordwestlich von Anahim Lake im Cariboo Regional District, am westlichen Rand des Chilcotin Plateau und damit des Interior Plateaus. Er erstreckt sich in Ost-West-Richtung im östlichen Ende des Anahim-Vulkangürtels. Im östlichen Parkbereich findet sich die Itcha Range um den 2410 m hohen Far Mountain und im westlichen die Ilgachuz Range um den 2375 m hohen Mount Downton. Bei den beiden Ranges handelt es sich um Schichtvulkane. Zum Teil wird der Park durch Nebenflüsse des West Road River nach Nordosten und zum Teil durch Nebenflüsse des Dean River nach Südwesten entwässert. Der westliche Teil umschließt mit dem Ilgachuz Range Ecological Reserve weiterhin auch noch ein anderes Schutzgebiet besonderen Typs der Provinz mit noch strengeren Vorschriften hinsichtlich kommerzielle Aktivitäten, Camping sowie Jagen und Fischen.
Bei dem Park handelt es sich um ein Schutzgebiet der IUCN-Kategorie Ib (Wilderness area).

## Geschichte
Der Park wurde am 13. Juli 1995 als einer der Provincial Parks in British Columbia eingerichtet. Im Laufe der Zeit wurden dabei sowohl seine Größe wie auch sein Schutzstatus geändert.
Wie jedoch bei fast allen Provinzparks in British Columbia gilt auch für diesen, dass die Gegend, lange bevor sie von europäischen Einwanderern besiedelt oder sie Teil eines Parks wurde, in diesem Fall Jagd- und Fischereigebiet verschiedener Gruppen der First Nations, hauptsächlich der Dakelh und der Tsilhqot'in, war. So wurden Karibus, Elche und Marder gejagt. Auf dem Gebiet des heutigen Parks sammelten sie zudem Pflanzen und Wurzeln, insbesondere aber sammelten sie Obsidian, ein glasartiges, vulkanisches Material, das sich zu äußerst scharfen Klingen verarbeiten lässt, und mit dem ein weitläufiger Tauschverkehr bestand. Im Park ließ sich dies am namengebenden Berg archäologisch nachweisen (nach dem Borden-System FfSg-1). Dazu wurde etwa der nördlich des Parks verlaufende Grease trail genutzt.:S. 29 Auf solchen Pfaden wurde zudem das ähnlich der Butter benutzte Fett des Kerzenfischs (Thaleichthys pacificus) im Nordwesten Amerikas transportiert – daher der Name grease trail.
Alexander Mackenzie war 1793 möglicherweise der erste Europäer in diesem Gebiet. Anfang des 19. Jahrhunderts kamen erste europäische Siedler über Bella Coola in die Region. Dabei wurde der Blackwater Trail genutzt, der zwischen den beiden Ranges des Parks verlief, um Versorgungsgüter und Vieh zu transportieren, das in Quesnel auf den Markt gebracht wurde. Die Home Ranch existiert noch immer, ebenso wie verschiedene Versorgungsrouten noch erkennbar sind.

## Flora und Fauna
Mit dem Biogeoclimatic Ecological Classification (BEC) Zoning System wird das Ökosystem von British Columbia in verschiedene biogeoklimatische Zonen eingeteilt. Biogeoklimatische Zonen zeichnen sich durch ein grundsätzlich identisches oder sehr ähnliches Klima sowie gleiche oder sehr ähnliche biologische und geologische Voraussetzungen aus. Daraus resultiert in den jeweiligen Zonen dann grundsätzlich auch ein sehr ähnlicher Bestand an Pflanzen und Tieren. Innerhalb dieser Systematik wird der Park der Alpine Tundra Zone, der Engelmann Spruce—Subalpine Fir Zone und der Montane Spruce Zone zugeordnet.
Zu den Pflanzen, welche sich im Park finden, gehören seltene Pflanzen wie die Koenigia islandica oder das milchige Weißgras (Draba lactea). Bei den Tieren gehört das Kalifornische Dickhornschaf, der Vielfraß sowie die Stierforelle zu den vorkommenden Arten. Außerdem lebt im Park die südlichste relevante Herde von Waldrentieren der Provinz. Ihre Größe betrug 2002 rund 2000 Tiere und damit etwa 10 % des Bestandes in der Provinz.